# مقلية بياشوية
مقلية بياشوية (الاسم العلمي: Alcaligenes piechaudii) هي نوع من البكتيريا، سلبية الغرام، تتبع المقلية.